# Super Liga Moldovei 2022-2023
Super Liga 2022–2023 este cel de-al 32-lea sezon din istoria Diviziei Naționale, prima ligă de fotbal din Republica Moldova. Competiția a început pe 30 iulie 2022 și a luat sfârșit pe 20 mai.
FC Sheriff a devenit campioana țării pentru a 21-a oară și urmează să reprezinte Republica Moldova în preliminariile Ligii Campionilor. Formația FC Petrocub a ocupat locul secund pentru al treilea an consecutiv și va evolua în Turul II din Europa Conference League. Clubul FC Zimbru a încheiat campionatul pe locul trei și va evolua în Turul I din Europa Conference League, alături de FC Milsami.

## Echipe
| Club             | Locația  | Stadion               | Capacitate |
| ---------------- | -------- | --------------------- | ---------- |
| Bălți            | Bălți    | Stadionul Orășenesc   | 5.953      |
| Dacia Buiucani   | Chișinău | Zimbru-2              | 1.500      |
| Dinamo-Auto      | Tiraspol | Stadionul Dinamo-Auto | 3.525      |
| Milsami          | Orhei    | CSR Orhei             | 2.539      |
| Petrocub         | Hîncești | Stadionul Orășenesc   | 1.500      |
| Sfîntul Gheorghe | Suruceni | Stadionul Suruceni    | 2.000      |
| Sheriff          | Tiraspol | Stadionul Sheriff     | 13.460     |
| Zimbru           | Chișinău | Stadionul Zimbru      | 10.600     |

## Faza I
| Loc | Echipa               | MJ | V  | E | Î  | GM | GP | DG  | Pct | Calificare sau retrogradare |
| --- | -------------------- | -- | -- | - | -- | -- | -- | --- | --- | --------------------------- |
| 1   | Sheriff Tiraspol     | 14 | 10 | 3 | 1  | 24 | 6  | +18 | 33  | Faza II                     |
| 2   | Petrocub Hîncești    | 14 | 8  | 3 | 3  | 20 | 11 | +9  | 27  | Faza II                     |
| 3   | Zimbru Chișinău      | 14 | 4  | 7 | 3  | 17 | 17 | 0   | 19  | Faza II                     |
| 4   | Sfîntul Gheorghe     | 14 | 6  | 1 | 7  | 18 | 22 | −4  | 19  | Faza II                     |
| 5   | Milsami Orhei        | 14 | 4  | 5 | 5  | 12 | 14 | −2  | 17  | Faza II                     |
| 6   | Bălți                | 14 | 5  | 2 | 7  | 13 | 13 | 0   | 17  | Faza II                     |
| 7   | Dacia Buiucani       | 14 | 4  | 4 | 6  | 14 | 14 | 0   | 16  | Liga 1 Faza II              |
| 8   | Dinamo-Auto Tiraspol | 14 | 1  | 3 | 10 | 5  | 26 | −21 | 0   | Liga 1 Faza II              |

1. ↑  Dinamo-Auto are 6 puncte deduse pentru aranjarea meciurilor.[1]

## Faza II
| Loc | Echipa            | MJ | V | E | Î | GM | GP | DG  | Pct | Calificare sau retrogradare               |
| --- | ----------------- | -- | - | - | - | -- | -- | --- | --- | ----------------------------------------- |
| 1   | Sheriff Tiraspol  | 10 | 7 | 3 | 0 | 15 | 3  | +12 | 24  | Liga Campionilor 2023-24 Turul I          |
| 2   | Petrocub Hîncești | 10 | 6 | 3 | 1 | 16 | 6  | +10 | 21  | Europa Conference League 2023-24 Turul II |
| 3   | Zimbru Chișinău   | 10 | 3 | 3 | 4 | 10 | 9  | +1  | 12  | Europa Conference League 2023-24 Turul I  |
| 4   | Milsami Orhei     | 10 | 3 | 2 | 5 | 10 | 16 | −6  | 11  | Europa Conference League 2023-24 Turul I  |
| 5   | Sfîntul Gheorghe  | 10 | 1 | 4 | 5 | 4  | 13 | −9  | 7   |                                           |
| 6   | Bălți             | 10 | 0 | 5 | 5 | 5  | 13 | −8  | 5   |                                           |